# Мајорана (Л'Аквила)
Мајорана (итал. Maiorana) је насеље у Италији у округу Л'Аквила, региону Абруцо.
Према процени из 2011. у насељу је живело 14 становника. Насеље се налази на надморској висини од 788 м.